# Ancylotrypa nudipes
Espèce
Synonymes
- Pelmatorycter nudipes Hewitt, 1923

Ancylotrypa nudipes est une espèce d'araignées mygalomorphes de la famille des Cyrtaucheniidae.

## Distribution
Cette espèce est endémique d'Afrique du Sud.

## Publication originale
- Hewitt, 1923 : On certain South African Arachnida, with descriptions of three new species. Annals of the Natal Museum, vol. 5, p. 55-66.